# Ismael Montes
Ismael Montes Gamboa (Corocoro, 5 de outubro de 1861 — Chaco, 16 de outubro de 1933) foi um político boliviano e presidente de seu país.

## Juventude
Nascido em uma família abastada de proprietários de terras no departamento rural de La Paz em 1861, Montes lutou bravamente na Guerra do Pacífico contra o Chile e depois estudou Direito. Retornando ao serviço ativo durante a Guerra Civil de 1899, comandou várias forças liberais / federalistas e foi nomeado ministro da Guerra na administração de José Manuel Pando. Possuidor de temperamento aventureiro, ele também entrou em ação na Guerra do Acre de 1903 contra o Brasil. Anteriormente, ele havia se tornado o sucessor escolhido a dedo de Pando. Depois de vencer as eleições presidenciais de 1904, seu primeiro mandato foi bem-sucedido. Sob a liderança do Partido Liberal, o governo fez grandes investimentos em projetos de infraestrutura vitais para o crescimento da economia boliviana, como estradas e ferrovias que integram os centros urbanos deste país montanhoso.
De forma mais polêmica, coube a Montes assinar o tratado de paz com o Chile, que estava pendente desde a Guerra do Pacífico quase 25 anos antes. Como resultado, a Bolívia reconheceu oficialmente a perda de todo o seu custo marítimo em troca de algumas concessões sem sentido e uma soma de dinheiro. O acordo que ele fez com o Chile foi desfavorável, mas a Bolívia havia definitivamente perdido a guerra. O Chile estava firmemente no controle dos territórios anteriormente bolivianos. Montes achava que seu país tinha pouca escolha na questão.

## Extensão da presidência
Em 1908, o governo endossou o candidato (Partido Liberal) Fernando Guachalla venceu as eleições presidenciais, mas morreu de causas naturais antes da cerimônia de posse marcada. Isso deu a Montes a desculpa para invalidar as eleições, já que ele não confiava totalmente no companheiro de chapa da vice-presidência de Guachalla, Eufronio Viscarra. Com o lema "uma vez que a árvore morra, morrem seus ramos", o presidente persuadiu o Congresso a prorrogar seu mandato por um ano, enquanto se aguarda a convocação de novas eleições. Isso lhe rendeu vários inimigos e começou a minar sua popularidade, mas não impediu a eleição de um homem de confiança de Montes, Eliodoro Villazón, que tomou posse em agosto de 1909.
O mandato de Villazón (1909-1913) foi pacífico e relativamente próspero, pelo menos da perspectiva estreita das elites predominantemente brancas e crioulas que participaram da gestão do país. Isso levou Montes a concorrer à reeleição na disputa presidencial de 1913, um tabu no mundo amplamente personalista da política boliviana. O resultado foi a deserção de muitos liberais que, 2 anos depois, ingressariam no Partido Republicano do ex-presidente José Manuel Pando e José Maria Escalier. Mas Montes foi eleito em 1913, e seu segundo mandato foi tão problemático quanto o primeiro havia sido bem-sucedido. Uma oposição cada vez mais assertiva (republicanos e conservadores) agitou-se por um golpe contra Montes, e camponeses e trabalhadores destituídos reivindicaram mais direitos. Enquanto isso, a economia havia se deteriorado consideravelmente como resultado da recessão global precipitada pela Primeira Guerra Mundial. O toque de recolher teve de ser invocado em pelo menos uma ocasião, e vários líderes da oposição foram presos e exilados.

## Últimos anos
Montes conseguiu terminar seu segundo mandato e em 1917 transferiu o poder para seu sucessor escolhido a dedo, o sangue azul José Gutiérrez Guerra. Montes permaneceu uma figura política influente mesmo após a revolta de 1920 que levou ao poder o Partido Republicano. Ele até insistiu em ser designado para um papel militar (em grande parte simbólico) no início da Guerra do Chaco contra o Paraguai (1932-35), quando já estava na casa dos 70 anos. Ele morreu logo depois, em outubro de 1933, aos 72 anos.